# ایل بورگزی
ایل بورگزی یک مجله فرهنگی و سیاسی ماهانه با موضعی راستگرایانه است که در رم، ایتالیا منتشر می‌شود. این مجله از سال ۱۹۵۰ توزیع می‌شود و نام آن از خاندان بورگزه گرفته شده است.

## تاریخچه و مشخصات
ایل بورگزی توسط لئو لونگانسی در سال ۱۹۵۰ تأسیس شد. او مجلات دیگری مانند ایتالیایی (ترانه) و اومنی‌باس را تأسیس کرد. ایل بورگزی به صورت هفتگی منتشر می‌شود و موضعی راستگرا و محافظه کارانه دارد.
لئو لونگانسی و ایندرو مونتانلی سردبیران اولیه ایل بورگزی بودند. این سردبیران سابق تا زمان مرگشان در سال ۱۹۵۷ این سمت را بر عهده داشتند. دیگر مشارکت کنندگان اولیه عبارتند از: جیووانی آنسالدو، جوزپه پرتزولینی، جیووانی اسپادولینی، ماریو تدسکی، آلبرتو ساوینیو، انیو فلیانو، کولت روسلی، ایرنه برین، گوفردو پاریس و ماریو میسیرولی.
در دهه ۱۹۵۰ این مجله به حزب دموکراسی مسیحی نزدیک بود. با این حال، زمانی که لونگانسی استدلال کرد که حزب برای مقابله با «تهدید کمونیستی» ضعیف‌تر از آن است، حمایت حزب دموکراسی مسیحی از آن پایان یافت. ایل بورگزی در سال ۲۰۰۱ بسته شد. اما در دسامبر ۲۰۱۲ در رم دوباره راه‌اندازی شد.